# Saxifragopsis
Saxifragopsis es un género con una especie de plantas (Saxifragopsis fragarioides) de la familia Saxifragaceae. 